# Ökumenisches Kirchencentrum Mühlenberg

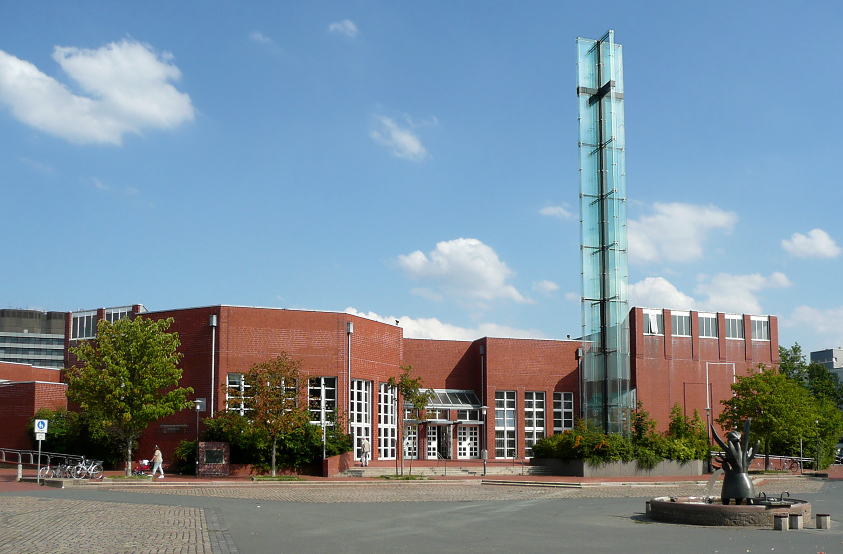
Das ökumenische Kirchencentrum Mühlenberg mit dem Expo-Glaskreuz

Das Ökumenische Kirchencentrum Mühlenberg befindet sich im Stadtteil Mühlenberg in Hannover. Es beherbergt als Ökumenisches Zentrum die evangelisch-lutherische Bonhoeffer-Gemeinde und die römisch-katholische Pfarrgemeinde St. Maximilian Kolbe.

## Geschichte
Beide Gemeinden befinden sich in dem 1981/82 erbauten Kirchenkomplex am Mühlenberger Markt und teilen sich die rund zehn Gemeinschafts- und Konferenzräume. Planung und Ausführung erfolgten durch die Evangelisch-lutherische Landeskirche Hannovers in Abstimmung mit dem katholischen Bistum Hildesheim.
Zuvor war das ökumenische Kirchenzentrum in einer provisorischen Baracke in der Beckstraße 32 untergebracht. Dort wurden 1981 zum letzten Mal Konfirmanden eingesegnet. Die Baracke existierte seit Bebauung des Stadtteils Ende der 1960er Jahre und diente, wie eine inzwischen abgerissene ehemalige Jugendbaracke (die Mühlenberger JuBa), seit dem Umzug dem Sozialprojekt Neue Arbeit. Die Geschichte des ökumenischen Kirchenzentrums ist also unmittelbar an das Entstehen des Neubau-Stadtteils Hannover-Mühlenberg gebunden.
Ein auffälliges Merkmal des Kirchenzentrums am Mühlenberger Markt ist das 27 m hohe Kreuz aus Stahl und Glas, das während der Expo 2000 im Christus-Pavillon stand. Es ist mittlerweile zum Wahrzeichen des Stadtteils geworden. 2018 war es sanierungsbedürftig.
2013 produzierte George A. Speckert mit Klaus Vespermann im Kirchenzentrum eine Filmdokumentation über die Lebensgeschichte des Holocaust-Überlebenden und ehemaligen Insassen des KZ-Außenlager Hannover-Mühlenberg Henry Korman.

## Römisch-katholische Gemeinde St. Maximilian Kolbe
Die katholische Pfarrei St. Maximilian Kolbe zählt fast 6.900 Mitglieder, sie gehört zum Regionaldekanat Hannover und umfasst neben dem Stadtteil Mühlenberg in Hannover auch den Stadtteil Wettbergen sowie die Stadt Ronnenberg mit Ausnahme des Stadtteils Benthe.
Die sonntägliche Messe besuchen jede Woche durchschnittlich 400 Gläubige. Während der COVID-19-Pandemie in Niedersachsen standen maximal 60 Plätze zur Verfügung.
Der Pfarrei St. Maximilian Kolbe, die seit 1985 besteht, wurde 2002 auch die Kirche Hl. Familie in Empelde und 2004 auch St. Thomas Morus in Ronnenberg angeschlossen. Die zuletzt ebenfalls dazugehörende Kirche St. Jakobus der Jüngere in Weetzen wurde 2009 profaniert. 2016 folgte die Profanierung der Kirche Hl. Familie in Empelde.
Am 2. Mai 1982 erfolgte die Konsekration der katholischen Kirche. Der katholische Kirchenraum ist klassisch-kirchlicher und größer aufgebaut als der evangelische Kirchenraum und kann noch durch den sogenannten Pater-Delp-Saal erweitert werden. Eindrucksvoll ist die Kreuzwegdarstellung, in der der Leidensweg Christi mit dem von Pater Kolbe verbunden wird.

## Evangelisch-lutherische Bonhoeffer-Gemeinde
Die evangelisch-lutherische Bonhoeffer-Gemeinde gehört zum Stadtkirchenverband Hannover, sie umfasst den Stadtteil Mühlenberg und seit 2000 auch den kleinen Nachbarstadtteil Bornum mit der Petrus- und Paulus-Gemeinde, die jetzt als Pfarrbezirk zur Bonhoeffer-Gemeinde gehört. Der Namensgeber Dietrich Bonhoeffer dient der evangelischen Gemeinde als Mahnung gegenüber dem zur NS-Zeit an gleicher Stelle gewesenen KZ Hannover-Mühlenberg und dem Gedenken an den christlichen Widerstand gegen das NS-Regime.
In der Jugendarbeit besteht eine enge Zusammenarbeit der Bonhoeffer-Gemeinde mit der benachbarten integrierten Gesamtschule Hannover-Mühlenberg.